# Xah Sultan (filla de Selim II)
Xah Sultan fou una princesa otomana, filla de Selim II. Va néixer a Manisa el 1544 i el 1561 fou casada amb Hasan Agha. Aquest matrimoni va acabar amb un divorci a una data incerta, i després Hasan Agha va morir el 1574 i la princesa es va casar en segones noces amb Zal Mahmud Paixà. Va fundar una mesquita a Eyüp. Va morir el 1580 el mateix any que el seu marit.